# Folle banderuola/Un disco e tu/Amorevole/Aiutatemi
Folle banderuola / Un disco e tu / Amorevole / Aiutatemi, pubblicato nel 1962, è un extended play della cantante italiana Mina.

## Tracce
1. Folle banderuola - 2:20 -   (Gianni Meccia) Ed. S. Cecilia 1959
2. Un disco e tu - 1:58 -   (Riccardo Rauchi-Santi Latora-Franco Franchi) Ed. Curci 1959
3. Amorevole - 2:32 -   (Vittorio Buffoli-Pino Massara-Vito Pallavicini-Antonietta De Simone) Ed. Ariston 1958
4. Piangere un po' - 2:27 -   (Umberto Prous-Roxy Rob(Leo Chiosso)) Ed. Peer 1960

## Versioni Tracce
- Folle banderuola

versione francese Folle girouette, vedi Notre étoile
- Amorevole

versione del '74, vedi Baby Gate